# Сверепец
Сверепец (слч. Sverepec) насељено је мјесто са административним статусом сеоске општине (слч. obec) у округу Повашка Бистрица, у Тренчинском крају, Словачка Република.

## Становништво
| Година:    | 1994. | 2004.   | 2014.    | 2024.    |
| ---------- | ----- | ------- | -------- | -------- |
| Број људи: | 1064  | 1102    | 1237     | 1404     |
| Разлика:   |       | +3,57 % | +12,25 % | +13,50 % |

| Година:    | 2023. | 2024.   |
| ---------- | ----- | ------- |
| Број људи: | 1376  | 1404    |
| Разлика:   |       | +2,03 % |

Према подацима о броју становника из 2024. године насеље је имало 1404 становника.